# All The Stuff (And More!) Volume 1
All The Stuff (And More!) Volume 1 kompilacijski je album od američkog punk rock sastava Ramones, koji izlazi u svibnju 1990.g. Kompilacija se sastoji od njihova prva dva studijska albuma Ramones i Leave Home u cijelost, uz iznimku "Carbona Not Glue", a riječ je o skladbi koja je izvorno bila na izdanju Leave Home ali je kasnije uklonjena s album pod pritiskom od izdavačke kuće Carbona i zamijenjen sa skladbom "Sheena Is a Punk Rocker". Na albumu se nalazi i nekoliko bonus skladbi s raznog materijal, a uključuju "I Don't Wanna Be Learned/I Don't Wanna Be Tamed" i"I Can't Be", koje su bile demosnimke i ranije nisu bile objavljenje. Skladba "Babysitter", originalno se nalazi na B-strani, a singl "Do You Wanna Dance?" bila je prvo zamijenjena sa skladbom "Carbona Not Glue", a na kraju s dvije skladbe "California Sun" i "I Don't Wanna Walk Around With You", koje su uživo snimke.

## Popis pjesama
Sve pjesme napisao je sastav Ramones, osim gdje je drugačije naznačeno.
1. "Blitzkrieg Bop]" (Tommy Ramone) – 2:12
2. "Beat on the Brat" (Joey Ramone) – 2:31
3. "Judy Is a Punk" (Dee Dee Ramone, Joey Ramone) – 1:30
4. "I Wanna Be Your Boyfriend" (Tommy Ramone) – 2:15
5. "Chain Saw" (Joey Ramone) – 1:55
6. "Now I Wanna Sniff Some Glue" (Dee Dee Ramone) – 1:35
7. "I Don't Wanna Go Down to the Basement" (Dee Dee Ramone / Johnny Ramone) – 3:37
8. "Loudmouth" (Dee Dee Ramone / Johnny Ramone) – 2:14
9. "Havana Affair" (Dee Dee Ramone / Johnny Ramone) – 1:56
10. "Listen to My Heart" – 1:57
11. "53rd & 3rd" (Dee Dee Ramone) – 2:21
12. "Let's Dance" (Jimmy Lee) – 1:52
13. "I Don't Wanna Walk Around With You" (Dee Dee Ramone) – 1:43
14. "Today Your Love, Tomorrow the World" (Dee Dee Ramone) – 2:10
15. "I Don't Wanna Be Learned / I Don't Wanna Be Tamed" (Joey Ramone)  – 1:03
16. "I Can't Be" (Joey Ramone) – 1:51
17. "Glad to See You Go" (tekst Dee Dee Ramone, glazba Joey Ramone) – 2:10
18. "Gimme Gimme Shock Treatment" (Dee Dee Ramone, Johnny Ramone) – 1:38
19. "I Remember You" (Joey Ramone) – 2:15
20. "Oh Oh I Love Her So" (Joey Ramone) – 2:03
21. "Sheena Is A Punk Rocker" (Joey Ramone) – 2:44
22. "Suzy Is A Headbanger" – 2:08
23. "Pinhead" (Dee Dee Ramone) – 2:42
24. "Now I Wanna Be a Good Boy" (Dee Dee Ramone) – 2:10
25. "Swallow My Pride" (Joey Ramone) – 2:03
26. "What's Your Game" (Joey Ramone) – 2:33
27. "California Sun" (Henry Glover, Morris Levy) – 1:58
28. "Commando" (Dee Dee Ramone) – 1:51
29. "You're Gonna Kill That Girl" (Joey Ramone) – 2:36
30. "You Should Never Have Opened That Door" (Dee Dee Ramone, Johnny Ramone) – 1:54
31. "Babysitter" (Joey Ramone) – 2:45
32. "California Sun" (Henry Glover / Morris Levy) – 1:45
33. "I Don't Wanna Walk Around With You" (Dee Dee Ramone) – 1:35

## Vanjske poveznice
- discogs.com - Ramones - All The Stuff (And More) - Vol. 1